# Славянин (село)
Славянин е село в Южна България. То се намира в община Братя Даскалови, област Стара Загора.

## География
Село Славянин се намира в планински район. Селото е разположено амфитеатрално на южния склон на възвишения, които преминават в общ планински масив. През селото преминава река Дермендере. Местностите около селото се наричат Голушка, Авджийски гьол, Дерменка, Змейов връх, Панчови ливади и др.

## История
Селото се е появило по време на османската власт. Старото му име е Махмутларе. Името идва от „махмудия“ – златна пара от турско време. Легендата гласи, че селото е съществувало, но е било собственост на богат турчин. Същият влязал в пререкание с друг турчин, заради красива селянка. 
В селото никога не е строена църква. Ритуалите по сватби, кръщенета и погребения се извършвали под един стар дъб, близо до селото. Все още в село Славянин се пази регистъра за населението.
В село Славянин има построено училище около 1900 г. Училището се състои от 3 класни стаи, учителска стая и стая за чистача/пазача. В това училище се е учило до 4 отделение /сега 4 клас/. По горен курс на обучение се е провеждал в училището в село Чехларе /на 3 километра в едната посока/. Децата от селото са се организирали на група, като големите са пазели малките и ежедневно са преминавали разстоянието в двете посоки.
На 3.08.1944 г. партизаните превземат село Славянин и го държат под властта си до преврата на 09.09.1944 г. – почти месец. За тази паметна дата пред училището има гранитен паметник /соц. култура/.

## Личности
- Атанас Кадирев (р. 1931), български офицер, генерал-майор от Държавна сигурност